# 许坊乡
许坊乡，是中华人民共和国江西省抚州市崇仁县下辖的一个乡镇级行政单位。

## 行政区划
许坊乡下辖以下地区：
石背村、黄坊村、许坊村、长沙坑村、三川桥村、新建村、中坊村和谙源村。